# Michelangelo Castellazzi
Michelangelo Castellazzi (Verona, 1736 – Venezia, 29 agosto 1791) è stato un architetto italiano.

## Biografia
Fu autore, tra l'altro, di palazzo Ottolini, in piazza Bra a Verona, costruito a partire dal 1782, per volontà del conte Domenico Ottolini, in stile che ricorda molto Michele Sanmicheli.
Realizzò anche i disegni per l'altare della chiesa di San Pietro in Monastero (sempre a Verona) dove era conservata anche una pala di Pasquale Ottino.